# Апион (писатель)
Апи́он или Аппи́он (др.-греч. Ἀπίων; лат. Appion; II век — начало III века) — раннехристианский писатель. Сведения о нём очень скудные. Апион жил во времена правления императора Севера, написал сочинение «О шести днях творения». Сочинение не сохранилось.
Евсевий Кесарийский в своей книге «Церковная история» упоминает о Апионе. 49 глава книги Иеронима Стридонского «О знаменитых мужах» посвящена Апиону.